# Североизточен регион (Северна Македония)
Североизточният регион (на македонска литературна норма: Североисточен Регион) е един от осемте статистически региона на Северна Македония. Намира се в североизточната част на страната и граничи със скопския регион и с източния регион. Регионът има много туристически атракции и културни забележителности, привличайки голям брой посетители. Най-значими са местностите Куклица, Кокино, Цоцев Камък и манастира „Св. Йоаким Осоговски“.

## Местоположение на североизточния регион
Североизточният регион със своето местоположение обхваща североизточната част на Северна Македония. Простира се по протежение на реките Пчиня и Крива Река и се простира по границите с Република Косово, Република Сърбия и Република България. Регионът от север е ограничен от държавната граница и от планините Козяк и Герман, от изток с границата към България, от юг с Осоговските планини, а от запад от Скопска Черна гора. Това са в същото време и по-забележителните релефни форми в региона. Сред тях са Кумановското поле и долината на Крива паланка със Славишко поле.
Общата му площ е 2,310 км2 или 8,98% от общата територия на Северна Македония. В плановия Североизточен регион живеят 172 787 жители в общо 192 населени места, от тях 189 селски населени места и 3 градски селища (Куманово, Крива Паланка и Кратово). Административен център на североизточния регион е Куманово с 76 000 жители.
Североизточният регион се състои от 6 общини: Кратово, Крива Паланка, Куманово, Липково, Ранковце и Старо Нагоричане.

## Климат в Североизточния регион
Североизточният регион има типичен континентален климат. Средната годишна температура в котловината на Куманово е 11.8 градуса, а в Крива Паланка – 10.2 градуса. Средногодишното количество валежи в Куманово е 549 мм, а в Крива паланка – 565 мм.

## Природни ресурси, Флора и фауна, характеристики на Североизточния регион
Този регион се характеризира със защитени природни територии и екологични коридори на националната екологична мрежа за свързване на защитени територии и важни за околната среда райони. Като представителни райони са определени повече обекти, като например Кумановски Козяк, който е предложен за Парк на природата и край скалните подразделения, значими за гнездене на няколко вида хищни птици, районът представлява крайна Северна зона на разпространение на някои средиземноморски видове (гръцка костенурка, голямо черноглаво коприварче, скална зидарка). В останките от дъбови и букови гори на северните склонове се срещат и други значими видове птици (жалобна мухоловка, полубеловрата мухоловка (Ficedula semitorquata)).
Мястото Кокино Освен голямото културно значение, има и голяма геоморфологична стойност. То е геоложко явление, изливане (отделяне) на пироксенски андезити и андензити на възраст от 32 – 33 милиона години.
Река Потрошница Тя е с голямо орнитологично и ботаническо значение. Територията е от особено значение за гнездене на различни видове хищни птици и е основна територия на значителния орнитологически обект Пчиня-Петрошница-Крива река.
Местността Куклица Разположена край Кратово, като паметник на природата, е рядка геоморфологична форма.
Бислимската клисура – Кратка клисура с изразено субсредиземноморско климатично влияние, богата на подземни и повърхностни карстови форми. Значителни колонии на прилепи се срещат в пещерите и е регистрирано наличие на троглофилни видове. От особено значение е за гнездене на някои средиземноморски и хищни видове птици: египетски лешояд, сив сокол, златен орел, белоопашат мишелов, черен щъркел и други. На скалите се развива хасмофитна растителност, която има голяма биологична и геоморфологична стойност.
Клисурата на река Киселица
Тя е от голямо зоологическо значение, въпреки че тази малка клисура е с недостатъчно проучени природни стойности. Тя е значителна поради наличието на видра, но е възможно да има още няколко други важни вида гръбначни животни.
Осоговски планини
На територията на Североизточния регион, частично се разпростират и Осоговските планини, които притежават значителни стойности от биологичен аспект. Идентифицирани са редица международно и национално значими видове от флората и фауната, от които значителна част са засегнати, ендемични или редки видове. Освен това Осогово е идентифициран като: Значителен растителен район (ЗРР), Значителна зона за птиците (ЗЗП), Важен коридор за движение на диви растителни и животински видове в рамките на пан-европейската екологична мрежа за Югоизточна Европа (PEEN SEE) и Емералд район. Регистрирани са 18 хабитати според EUNIS класификационната система за хабитати, пет от тях са значими за опазване съгласно Директивата за местообитанията. Регистрирани са 1007 вида и подвида растения, от които 18 са регистрирани само на Осогово сред които: Viola biflora, Anemone narcissiflora, Myriophyllum verticillatum, Pulsatilla montana ssp. Slaviankae и др.
Върхът Царев връх – Уникален обект за Genista fukarekiana (ендемично растение, което се среща единствено на Осоговските планини), Hypericum maculatum ssp. Maculatum и Viola biflora. На Осогово са регистрирани 258 вида макромицети. Установено е наличието на 24 вида бозайници. Регистрирани са общо 133 вида птици, от които 36 са значими видове.

## Хидроложки характеристики на Североизточния регион
Територията на Североизточния регион обхваща басейните на река Пчиня и Крива река и в най-голямата си част принадлежи на Вардарския басейн, а много малка част на международния басейн на Южна Морава. В хидрографската си структура региона разполага с различни видове източници на вода и две изкуствени езера (Липковско езеро и Глажня), подходящи за уикенд туризъм.
Водният потенциал се дължи на относително голямата надморска височина на част от региона, както и на геоложкия състав на земята. Регионът изобилства от множество реки и малки басейни, които принадлежат на Крива река и Дурачка река. На територията на общината Крива Паланка са построени два язовира: Базячко Бърдо с капацитет от 14.100 м3 вода и язовира Влашки Колиби в местността Калин Камен, с капацитет от 6200 м3 вода на надморска височина от 1.590 метра. По-характерен хидрографски обект е термоминералния извор край село Проевци край Куманово, който е уреден като баня. Североизточният регион е известен и с горещи водни извори – бани. Тук се намират Кумановска Баня – село Проевце и Стърновац – банята още се изследва и строи.

## Транспортни направления в Североизточния регион
Пътната инфраструктура в Североизточния регион се състои от местна, регионална и А пътна мрежа. През региона преминават европейските коридори VII и X. Съществуващата пътна инфраструктура в Североизточния регион се състои от 888 километра местни пътища, 99 километра А държавни пътища и 370 километра регионални пътища.
Основни пътни артерии, който свързват този регион с други региони са държавният път А1 (Скопие – Куманово – Граница с Македония) и държавният път А2 (Куманово – Крива Паланка – Граница с България.
Освен пътищата в рамките на транспортните коридори са и железопътните линии. В Североизточния регион са разположени две железопътни линии, а по-точно в коридор номер VIII е трасето на железопътната линия от Куманово с връзка към железопътната линия от коридор номер Х, през Крива Паланка продължава към Република България. В коридор номер X е трасето железопътната линия граница със Сърбия – Куманово – Скопие – граница с Гърция.

## Природно и културно-историческо наследство в Североизточния регион
Туристическите тенденции в Североизточния регион са претърпели сравнително големи промени през последните години. Нуждите на туристите, които посещават региона са специфични и разделени на сегменти, а според тях се е адаптирала и туристическата оферта. По-голямо внимание се отделя на създаването на планове за развитие, програми и стратегии в тези дестинации.
В Куманово, като най-голямото градско селище, подчертаваме църквите Св. Никола (1851 г.) и Св. Троица, Националния музей, Занаятчийския дом, паметника на Революцията и други паметници. В околностите на Куманово се намира манастирът Св. Богородица до селото Матейче (XIV), църквата Св. Георги в село Старо Нагоричино (XIV), манастира Св.Пресвета Богородица – Карпински манастир край село Орах, костницата Зебърняк и други.
В Крива Паланка препоръчваме посещение на манастирския комплекс Св. Йоаким Осоговски. В Кратово възможност за посещение предлагат църквата Св. Горги Кратовски, Св. Николай Чудотворец, Св. Йован Предтеча, средновековните кули и мостове, музея и др.

### Църквата „Св. Георги“
Църквата „Св. Георги“ се намира в село Старо Нагоричане и се отличава със специална красота. Според издълбания надпис разбираме, че църквата е построена през 1313 г., а вторият надпис от 1317/18 г. се отнася до датата, когато е била изрисувана от известните зографи Михаил и Евтихий. Църквата е петкуполна трикорабна сграда във форма на вписан кръст с удължена страна към източната и западната част. В своята архитектурна концепция тя е подобна на църквата Св. Богородица, в манастира Матейче. От многото фрескови композиции, най-впечатляващи са „Причастяването на апостолите“, „Тайната вечеря“, „Измиване на краката“, „Разпятие“, „Ходенето на Голгота“, „Качване на кръста“, „Гавра с Христос“, „Успение Богородично“ и други.
СЕВЕРОИЗТОЧЕН РЕГИОН
Манастирът Св. Йоаким Осоговски
Манастирът Св. Йоаким Осоговски се намира на склоновете на планината Осогово, в близост до пътя от Крива Паланка към Кюстендил в България. Манастирът е посветен на отшелника Св. Йоаким Осоговски, който в XI век живял като аскетик в пещера, в близост до манастира, в местността Бабин Дол. Аскетизмът му започва в средата на XIX век. Именно по инициатива на главния ктитор Хаджи Стефан Бегликчия от Крива Паланка, през 1847 г., под ръководството на известния строител Андреа Дамянов, започва изграждането на голямата „Катедрална“ църква, посветена на Йоаким Осоговски. През 1851 г. тя е завършена и осветена. Другата, по-малка църква, е посветена на Св. Богородица, построена, според някои през XIV век, и според други през XVI–XVII век. Голямата църква има дванадесет купола и просторен наос, заобиколен от веранда на запад и на юг.
СЕВЕРОИЗТОЧЕН РЕГИОН
КРАТОВСКИ КУЛИ И МОСТОВЕ
Град Кратово е известен със своето характеристично местоположение, разположен е в кратера на загасен вулкан. Именно поради своето специфично местоположение и Кратовската река, която е разделила кратера и минава през средата на града, се е формирала особена градска архитектура. Забележителни сгради са Кратовския хайдужки базар, както и кратовските кули и мостове. В Кратово от бившите 13 кули, днес има шест: Симичева кула, Златкова кула, Хаджи-Костова кула, Часовникова кула, Кръстева кула и Емин-бейова кула. Най-познати са мостовете: Чаршийски мост, Радин мост, Аргулички мост, Грофчански мост и Йоркшийски мост.
СЕВЕРОИЗТОЧЕН РЕГИОН
Прояви в Североизточния регион
В района се организират много прояви, от които по-известни са: „Тумба фест“, „Дни на комедията“ и „Международен джаз фестивал“ в Куманово, „Златни дни“ в Кратово, Фолк фестивалът „Свети Йоаким Осоговски“ в Крива Паланка, различни художествени колонии (художествената колония „Св. Йоаким Осоговски“) и др.